# 米丸

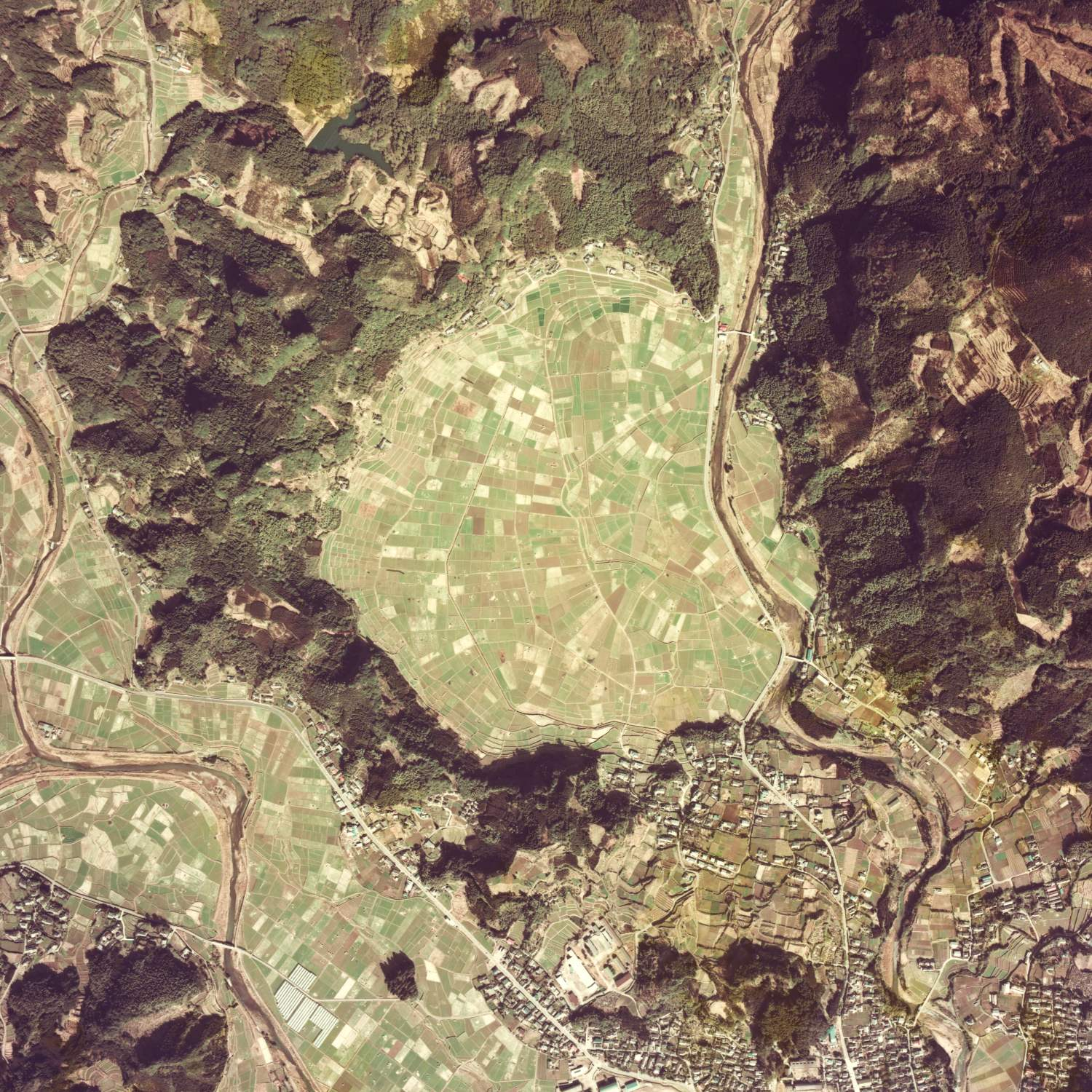
米丸（1974年撮影）。

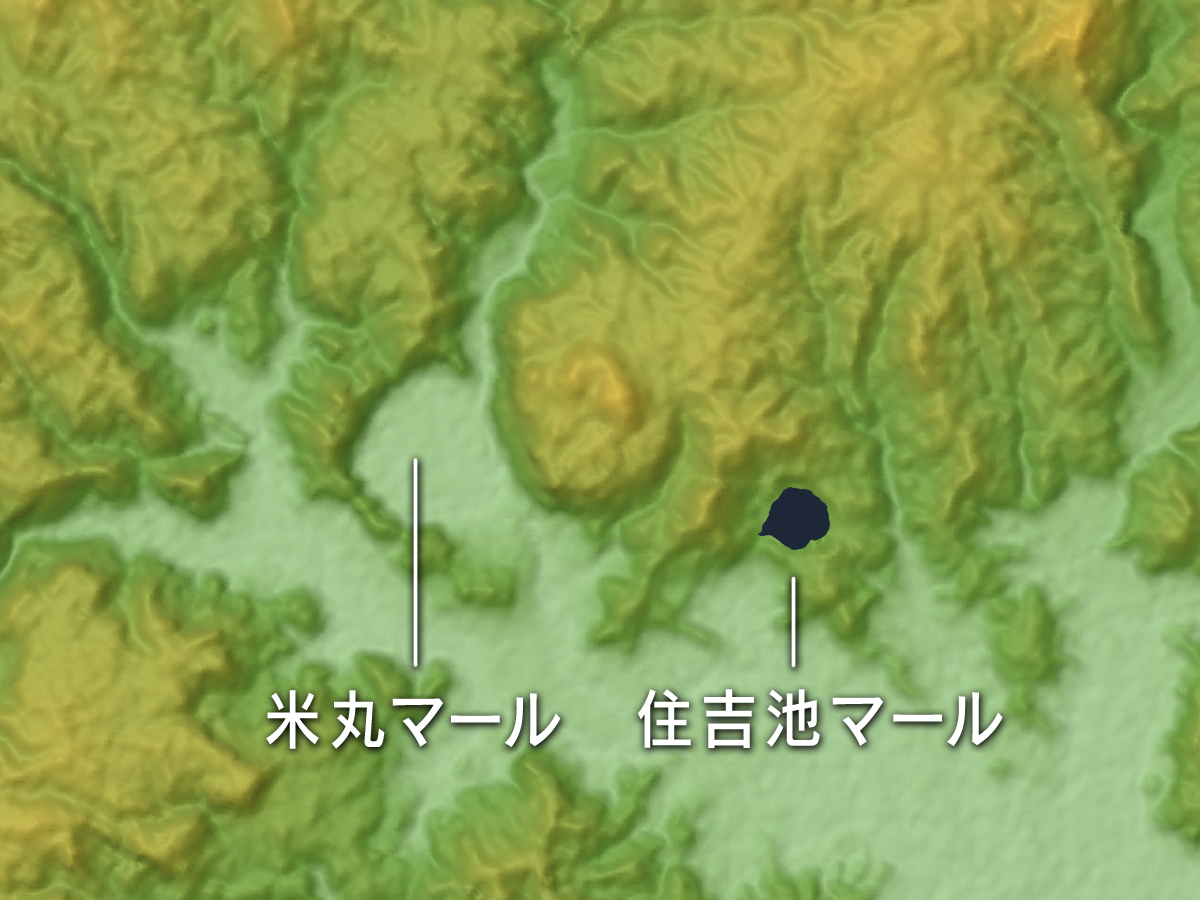
米丸火山と住吉池火山の地形図
両火山の間の高まりが青敷火山

米丸（よねまる）は、鹿児島県姶良市にある直径約1kmの円形盆地を構成する火口跡（マール）である。
8000年前から8100年前に起きたマグマ水蒸気爆発によって米丸マールは形成された。爆発当時は縄文海進の時期にあたり、この地域は海岸だったために水蒸気爆発につながった。爆発後、噴出物などによって周囲は急速に陸化し、火口跡にも川などから土砂が流入して平坦な盆地になった。2003年（平成15年）、約3km東にある住吉池マールとともにランクCの活火山に指定された。火口内には米丸温泉がある。なお、両マールの間に青敷火山があり、この活動年代は 約10万年前。 
古くから稲作が行われていたが、泥が深く牛馬が入れない不便な水田であった。1902年（明治35年）に排水管が設置されて牛馬が入れるようになり、さらに1984年（昭和59年）から大規模な区画整理が行われ整然とした水田になった。